# Puchar Glasgow
Puchar Glasgow, to, nieistniejące już, piłkarskie rozgrywki w Szkocji, w których udział mogły wziąć wszystkie drużyny piłkarskie z Glasgow. Rozgrywany był w latach 1887–1988.
Wraz ze wzrostem znaczenia europejskich pucharów (Puchar mistrzów oraz Puchar UEFA) Puchar Glasgow coraz bardziej tracił na znaczeniu. Łącznie w 9 latach Puchar Glasgow nie został nikomu przyznany.
W związku z malejącym znaczeniem Pucharu oraz całkowitą dominacją rozgrywek przez drużyny z Old Firm Derby - Rangers F.C. (44 zwycięstwa) i Celtic F.C. (29 zwycięstw) - zaniechano dalszych prób rozgrywania Pucharu, a ostatnie rozgrywki (w 1988) nie zostały nawet dokończone.
W 1975 Celtic F.C. zremisował w finale 2:2 z Rangers F.C. Rewanż nigdy się nie odbył, trofeum zostało przydzielone obydwu klubom jednocześnie.